# Heso no taisho
Heso no taisho ("Rappresentazione senza prove") è un film del 1962 diretto da Kōzō Saeki.
Uscito l'8 giugno del 1958, venne scritto da Giichi Fujimoto e Takeshi Kimura.
Il film non è mai stato distribuito in Italia.